# Cripple Creek
Cripple Creek är administrativ huvudort i Teller County i Colorado. Enligt 2020 års folkräkning hade Cripple Creek 1 155 invånare.